# Каспрук, Алексей Павлович
Алексей Павлович Каспрук (7 декабря 1977, Черновцы) — украинский политик. С 2014 по 2020 год — мэр Черновцов.

## Образование
- 1991—1996 — обучение в Черновицком индустриальном техникуме.
- 1996—2002 — учился в Черновицком торгово-экономическом институте КНТЭУ на факультете «Экономика предприятия», окончил с отличием по специальности «Экономист».
- Изучал информационный менеджмент в Ньюпортской бизнес-академии по программе правительства Нидерландов.

## Трудовая деятельность
- 1996—2000 — инженер, затем экономист на Черновицком химическом заводе.
- С 1999 года активно участвует в общественной деятельности, занимаясь вопросами местного социально-экономического развития.
- 2000—2001 — возглавляет научно-техническую компанию «Юником».
- 2000—2005 — руководит рядом предприятий в сфере высоких технологий, занимается преподавательской деятельностью.
- С 2005 года — советник, консультант Черновицкого городского головы по экономическим вопросам.
- 2006—2011 — возглавляет коммунальное предприятие «Містобуд», ставшее лауреатом в номинации «Лучшее строительное предприятие года в г. Черновцы».
- 2010 — избран депутатом Черновицкого городского совета. Глава фракции партии «Фронт перемен».
- Декабрь 2012 — избран председателем областной организации партии «Фронт перемен».
- С 28 мая 2014 — городской глава Черновцов.
- 26 июля 2018 года Черновицкий городской совет на очередной сессии тайным голосованием принял решение о досрочном прекращении полномочий мэра Черновцов. Каспрук оспорил решение о своей отставке в суде[1].
- 23 апреля 2019 года Черновицкий административный суд восстановил Каспрука в должности мэра с 26 июля 2018 года.
- 17 июля 2020 Кассационный административный суд отменил восстановление Каспрука в должности мэра[2].
- 7 сентября 2020 года Хмельницкий окружной административный суд рассматривал вопрос восстановления Каспрука в должности мэра Черновцов[3].

## Общественная деятельность
- Председатель областной организации Украинского союза промышленников и предпринимателей.
- 23.11.2007—12.12.2012 — помощник народного депутата от Партии регионов, председателя УСПП Анатолия Кинаха.
- 2010 — депутат Черновицкого городского совета, возглавлял фракцию «Фронт перемен», помощник народного депутата Арсения Яценюка[4].
- 20 апреля 2010 — 9 апреля 2012 — советник главы областной государственной администрации Михаила Папиева[4].
- 12 декабря 2012 — 28 февраля 2014 — помощник народного депутата от партии «Батькивщина» Арсения Яценюка.
- С 28.02.2014 по 27.11.2014 — помощник на общественных началах народного депутата Украины от Блока Юлии Тимошенко Николая Трофимовича Федорака.
- 25 мая 2014 — избран городским головой Черновцов.
- 26 октября 2014 — избран депутатом Верховной рады от партии «Народный фронт», от мандата отказался.
- 15 ноября 2015 — переизбран городским головой Черновцов на второй срок.

## Семья
- Мать — Ольга Яковлевна Каспрук много лет преподавала в Черновицком торгово-экономическом институте, специалист по экономической географии, международной экономике. Умерла в 2008 году.
- Отец — Каспрук, Павел Михайлович занимал должность председателя исполнительного комитета Черновицкого городского совета с 1985 по 1991 гг. Умер в 1991 году.
- Брат — Александр, предприниматель.
- Жена Антонина Каспрук преподаёт в Черновицком торгово-экономическом институте, воспитывают сына Богдана.